# Miraclathurella herminea
Miraclathurella herminea är en snäckart som först beskrevs av Bartsch 1934.  Miraclathurella herminea ingår i släktet Miraclathurella och familjen Turridae. Inga underarter finns listade i Catalogue of Life.